# 福井 (札幌市)
福井（ふくい）は、北海道札幌市西区にある地名である。
北に琴似発寒川、東に左股川が流れ、福井緑地付近で合流する。

## 歴史
1886年（明治19年）、伊藤太治兵衛や鈴木善兵衛ら最初の移住者が入植する。彼らは福井県出身であったため、この地も「福井」と名づけられた。彼ら開拓者たちは水田耕作を志したものの、農業用水が不足したため、炭焼きや造材運搬に従事して糊口をしのいだ。
1900年（明治33年）以降、炭焼き人の名を冠する「源八の沢」から農業用水を引いたが、失敗に終わる。さらにその後、発寒川を水源とすることによってようやく本格的な用水路が完成する。
1942年（昭和17年）には字名改正が実施されたが、「福井」という地名はそのまま採用となった。
農業用水の確保以降は農村地帯として発展を重ねてきた福井地区だが、1970年代の半ばごろから急速に宅地化が進行した。

## 住所
| 町丁              | 郵便番号 |
| ----------------- | -------- |
| 福井1丁目～10丁目 | 063-0012 |
| 福井○番地         | 063-0012 |

## 教育機関
- 札幌市立福井野中学校
- 札幌市立福井野小学校

## 施設
- 五天山公園
  - 五天山公園パークゴルフ場
- 福井緑地
- 左股川緑地
- スノーモビルランドサッポロ

## 交通
- 北海道道82号西野真駒内清田線
- 手稲左股通